# Max Girschner

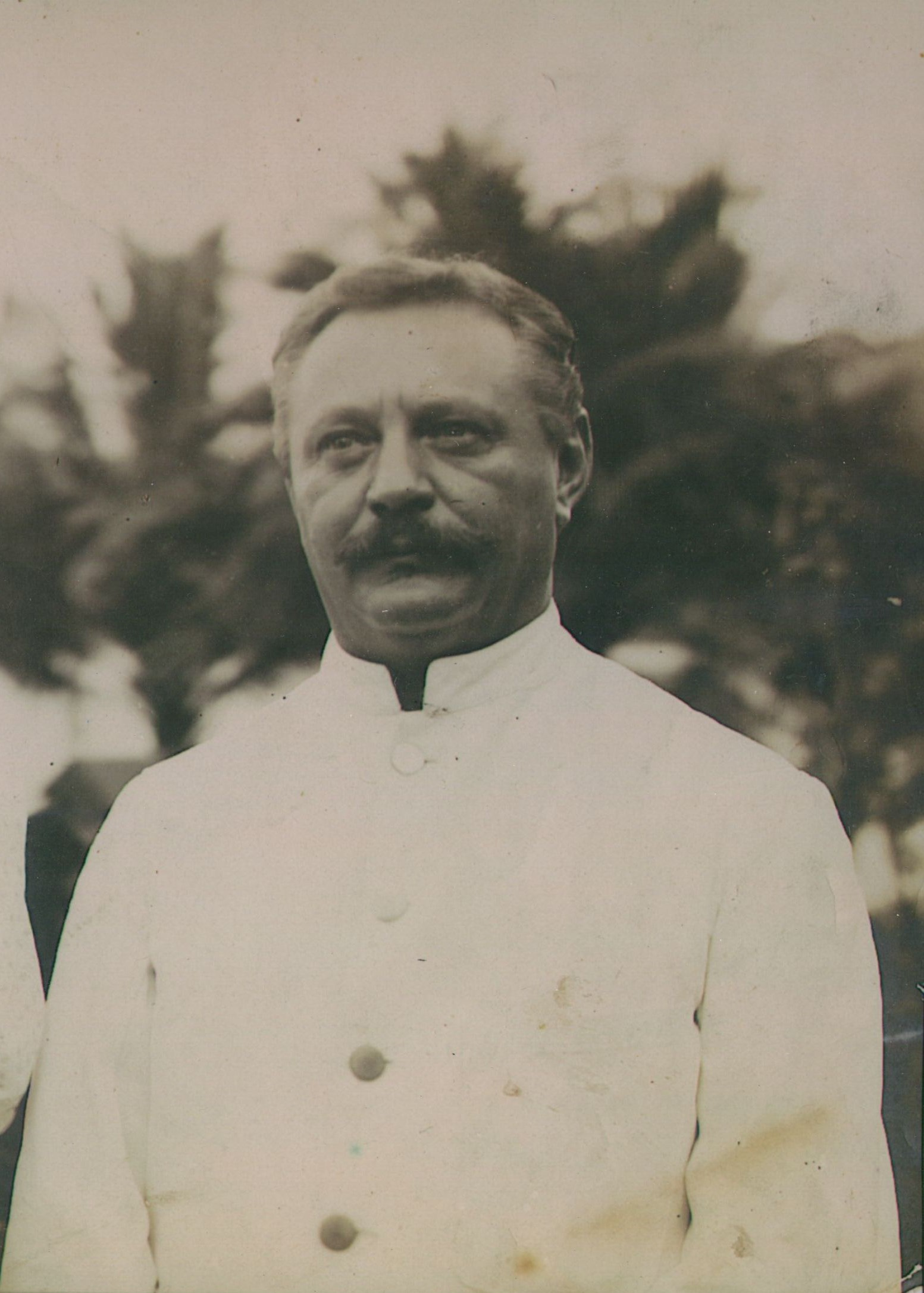
Max Girschner

Max Girschner (* 12. März 1861 in Kolberg/Pommern; † 4. September 1927 ebenda) war ein deutscher Arzt, Ethnologe und Kolonialarzt und -beamter.

## Kindheit, Jugend, Studium, Beruf
Girschner wurde als Sohn des Gymnasialprofessors Nestor Girschner (1821–1885) geboren. Den Abschluss des Gymnasiums erwarb er im März 1883 in Belgard. Im Anschluss wird er den Einjährigen Freiwilligendienst erfüllt haben. 
Im Wintersemester 1885/1886 schrieb sich Girschner zum Medizinstudium an der Universität Rostock ein, das er 1890 beendete. 1893 erhielt er seine Approbation. 
Im Oktober 1893 nahm Girschner zunächst eine Assistenzstelle in Schönberg (Fürstentum Ratzeburg) an, ehe er 1894 die Praxis von Max Marung (1839–1897), der gesundheitlich nicht mehr in der Lage war diese weiterzuführen, übernahm. Ab Januar 1895 war Girschner als Praktischer Arzt, Wundarzt und Geburtshelfer in der Marienstraße 16 in Schönberg niedergelassen.

## Kolonialarzt und -beamter auf Ponape
Im Sommer 1899 endete Girschners Engagement als Arzt in Schönberg. Wahrscheinlich hatte er sich, als der Kauf der Karolinen und anderer Inseln in der Südsee von Spanien in die Nähe rückte und bereits Beamte gesucht wurden, beworben. Von Schönberg reiste Girschner direkt nach Ponape. Am 25. Juli 1899 erfolgte in Neapel die Abfahrt des Schiffes mit den Beamten für Ponape. Nach einem Zwischenstopp in Singapur und einem zweiwöchigen Aufenthalt in Deutsch-Neuguinea erreichte Girschner mit seinen Kollegen am 11. Oktober 1899 Ponape.
Max Girschner, der auf Ponape 1902 mit 52 Weißen lebte (23 Deutsche, davon sechs Beamte, fünf Kaufleute, zwei Seeleute, ein Pflanzer, sechs Ehefrauen, drei Kinder), brachte der indigenen Bevölkerung von Beginn an „wohlwollenden Respekt“ entgegen. Er galt als sanft, besonnen, ruhig, steter Helfer, guter Arzt, Meister der Sprache. Von Albert Hahl, von 1902 bis 1914 Gouverneur auf Ponape, und anderen höheren Beamten wurde er hingegen als unentschlossen, weich, schwach eingeschätzt. 
Auf Ponape besaß er einen hohen Status als deutscher Kolonialbeamter. Er war der einzige Arzt auf Ponape und auch für die benachbarten Inseln verantwortlich. Die Gesundheit der ganzen Bevölkerung lag ausschließlich in Girschners Händen. 
Girschner war fast 16 Jahre, nur von zwei Urlaubsreisen in die Heimat unterbrochen (Februar 1904 bis September 1904 ohne Vertretung; Februar 1908 bis März 1909 mit Vertretung), Arzt auf Ponape und war damit wahrscheinlich der einzige deutsche Arzt der seine Tätigkeit in den Kolonien so lange ausübte. 
Für sein „besonnenes“ Verhalten während des Aufstandes der Sokehs auf Ponape zwischen Oktober 1910 und Februar 1911 erhielt Max Girschner 1912 vom deutschen Kaiser den Roten Adlerorden vierter Klasse mit Schwertern.

## Rückkehr nach Deutschland
1915 kehrte Max Girschner mit seiner Familie von Ponape über Japan nach Deutschland zurück. Als einziger deutscher Beamter hatte er sich bereiterklärt, für die Japaner weiterzuarbeiten. Nach etwa sechs Monaten entschloss er sich jedoch mit seiner Frau und den beiden Töchtern nach Deutschland zurückzukehren. In Deutschland hatte es Girschner schwer sich wieder in das vom Krieg gezeichnete Land einzubinden. Mehrere Jahre leitete er das Lazarett in Kolberg. Danach war er für fünf Jahre Arzt in Stolzenberg. Hier war er, ähnlich wie auf Ponape, der einzige Arzt eines kleinen Ortes (damals ca. 1000 Einwohner zählend) und ca. 30 Dörfern im Umfeld. 

## Girschner als Ethnologe
Als Ethnologe war Girschner von der „primitiven Bevölkerung“ angezogen und begegnete ihr mit Respekt und Achtung, was dazu führte, dass er auf Ponape anerkannt und beliebt war. Girschner sammelte Unmengen an Material, dessen Umfang vermuten lässt, dass er mehr Zeit mit den Ponapeern verbrachte, als mit den deutschen in seiner Kolonie. Girschners Hauptstreben war fast ausschließlich das Sammeln, wobei er sich stark von den Reisenden unterschied, die alles sammelten, was sie in kurzer Zeit erreichen konnten. Durch seinen langen Aufenthalt auf Ponape und sein freundschaftliches Verhältnis zu den Bewohnern gelangte er an Informationen die Reisende so nicht erhielten. 
Girschners ethnologische Schriften sind vielfältig und komplex. Er versuchte alle Fakten, die er über die Ponapeer in Erfahrung brachte, exakt und nahezu pedantisch wiederzugeben. Dabei beobachtete er nicht nur, sondern befragte die Ponapeer viel und sorgfältig.
Da Girschner kein ausgebildeter Ethnologe bzw. Forscher war bewerten Fachkollegen seine Schriften zwar als sorgfältig erstelltes Material, denen aber „eine erkennbare theoretische Ausrichtung und eine explizite Darlegung von Methode und Systematik“ fehlen. So fehlte es seinen Veröffentlichungen an übergreifenden Fragestellungen und dem Aufzeigen von Zusammenhängen, was dazu führte, dass Girschners Schriften im heutigen Sinn keine Ethnographien sind. Man billigt ihnen lediglich zu, dass sie gute Materialsammlungen sind, die trotz des Fehlens heutiger Erhebungsmethoden erstaunlich objektiv und von großer ethnographischer Ehrlichkeit sind. 
Girschners Haupttätigkeit war die Arbeit an seinem Hauptwerk, die er 1922 beendete. Die Veröffentlichung seines Hauptwerkes scheiterte trotz vieler Versuche. Letztlich verkaufte er sein handschriftliches Manuskript an das Orientalische Institut in Berlin.
Girschner wollte als Ethnologe Anerkennung erringen, was ihm aber nicht im gewünschten Maße gelang. Er selbst sah sich jedoch als den besten Kenner der Sprache und der Kultur der indigenen Bevölkerung in der Südsee an.
Akademische Anerkennung blieb ihm ebenfalls verwehrt. 1919 stellte er einen Antrag an die philosophische Fakultät der Universität Rostock auf Anerkennung seiner ethnologischen Schriften als Äquivalent für eine Dissertation. Dieser Antrag wurde jedoch abgelehnt und Girschner wurde an das ethnologische Institut der Universität Hamburg verwiesen. 
Girschner erhielt bis zu seinem Tode keinen Doktortitel.

## Familie
Girschner heiratete am 11. August 1900 auf Ponape Auguste Frieda Christiane von Huth (1867–1926), die einen Tag zuvor zusammen mit Robert Koch auf der Insel eingetroffen war. Koch, mit dem Girschner einen jahrelangen Briefwechsel unterhielt, war Trauzeuge des Paares. 
Die beiden Töchter Emmy Sigismunde (* 6. März 1902, † 8. Januar 1979) und Anna Lydia Sigismunde (* 20. September 1903, getauft 6. Juli 1904 in Yokohama) wurden auf Ponape geboren.

## Schriften
- Grammatik der Ponapesprache. In: Mitteilungen des Seminars für Orientalische Sprachen 9, Abt. 1, Ostasiatische Studien, S. 121–130
- Sagen, Gesänge und Märchen aus Ponapé: übersetzt aus der Inselsprache. In: Globus, Bd. 95, Nr. 15, S. 235–239
- Die Karolineninsel Namoluk und ihre Bewohner, 1. In: Baessler-Archiv: Beiträge zur Völkerkunde, Bd. 2 (1912), S. 124–215
- Die Karolineninsel Namoluk und ihre Bewohner, 2: Sprachlicher Teil. In: Baessler-Archiv: Beiträge zur Völkerkunde, Bd. 3 (1912), S. 165–190

## Auszeichnungen
- Roten Adlerorden vierter Klasse mit Schwertern (1912)